# Tevodros II.
Tevodros II. (geez ቴዎድሮስ) znan i kao Teodor II. (oko 1818. – 13. travnja 1868.) je bio etiopski car (neguš negasti) od 1855. pa sve do svoje smrti 1868. godine.
Njegova vladavina često se označava kao prekretnica i početak nove moderne ujedinjene Etiopije. Prije njegove vladavine trajalo je razdoblje zvano Zemene Mesafint (Doba prinčeva) tijekom kojeg je carstvo bilo razdjedinjeno unutrašnjim borbama.

## Životopis

### Mladost
Kasaj Haile Georgis rođen je u obitelji etiopskog plemića Haile Georgisa Volde Georgisa iz Kvara u 
pokrajini Dembija. Još dok je bio dijete, roditelji su mu se rastali, te se Kasaj s majkom voizero Atitegeb Vondbevosen odselio majčinoj obitelji u Gondar. Nedugo nakon tog umro mu je otac.

### Uspon na vlast
Kad se Kasaj Haile Georgis rodio Etiopija je bila rastrzana građanskim ratovima. Taj period etiopske povjesti znan je kao Zemene Mesafint ili "Doba prinčeva". Tijekom tog razdoblja, brojni pokrajinski neguši međusobno su se borili za uvećanje svog teritorija i vlast. Podijelili su se u privatne klanove i vodili stalne ratove. Etiopski car bio je njihova marioneta koji je stolovao u Gondaru, - izbor jednog od moćnika koji bi vladao Gondarom, zatim bi uskoro bio svrgnut s prijestolja od strane nekog drugog pokrajinskog moćnika koji bi trenutačno imao veću moć,- on bi si odabrao nekog drugog člana carske obitelji. 
Pokrajinama Godžam i Šoa vladali su ogranci carske dinastije, a vladari Šoe počeli su sebe držati za neovisne kraljeve, koji uopće ne podliježu nikakvoj višoj carskoj vlasti. Njegov uspon na prijestolje išao je preko uništenja mnogih pokrajinskih moćnika. 
Kasaj je uspon na vlast započeo kao odmetnik, ali nakon što je okupio dosta sljedbenika, vratio se u očev feudalni posjed Kvar, te ubrzo ovladao cijelom pokrajinom Dembija. Dobrim postupcima prema svojim podanicima, dobio je i njihovu podršku i skrenuo na sebe pažnju ostalih velikaša.
U međuvremenu po već uhodanom pravilu, Ras Ali II. od Bedžemdera postavio je za etiopskog cara u Gondaru svog favorita Ivana III., čak ga je prisilio da se oženi njegovom majkom Menen Liben Amede. Ta žena je bila stvarna vladarica u sjeni, iza svog muža i sina, ona je uredila da se mladi Kasaj oženi za njenu unuku Tevabeč Ali, te da mu se dodijeli naslov vojnog zapovjednika dejazmača. Time ga je htjela čvršće vezati uz svog sina i sebe.
Tevodros se 1852. pobunio protiv Ras Alija i u naredne tri godine pobijedio svaku vojsku koju bi Ras Ali i carica poslali protiv njega; Bitka kod Gur Amabe, Bitka kod Takuse, Bitka kod Ajšala i Bitka kod Amba Jebeli. Nakon Bitke kod Ajšala zarobio je Ras Alija i njegovu majku caricu Menen, te objavio da skida s prijestolja marionetskog cara Ivana III. Etiopskog. Potom je krenuo s vojskom na obračun sa svojim jedinim preostalim rivalom dejazmačem pokrajine Semien Vube Haile Marjamom. Nakon što je porazio Vube Haile Marjama, Kasaj je okrunjen za etiopskog cara od strane abune Salama III. u crkvi Derasge Marjam 11. veljače 1855. Za svoje carsko ime odabrao je Tevodros II., navodno i zato da se ispuni proročanstvo da će čovjek po imenu Tevodros vratiti slavu i veličinu Etiopskog Carstva.

### Vlast
Tevodros je za svoje vladavine nastojao ujediniti i osuvremeniti Etiopiju. U nekoliko godina uspio je silom povratiti vlast nad odmetnutim pokrajinama Šoa i Godžam, Volo,Tigraj, Bedžemder i Semien.
Preselio je glavni grad carstva iz Gondara, isprva u Debre Tabor, a kasnije u Magdalu. Tevodrosova vladavina bila je konačan kraj međusobnih borbi, njegov dvor u Magdali postao je udobna tamnica mnogih razvlaštenih aristokrata, između ostalog držao je zatočenog i Sahle Mariama budućeg cara Menelika II.
Smrt njegove voljene žene carice Tevabeč Ali, teško je potresla Tevodrosa II. i utjecala na promjenu njegova ponašanja. Ponovno se oženio za kćer svog smrtnog neprijatelja dejazmača Vube Haile Marjama. Njegova nova žena Tiruvork Vube bila je ohola i ponosna žena, koja je lagano prezirala svog muža, tako da njihov brak nije bio neka sreća.
Tevodros je strahovao od svojih sjevernih susjeda, muslimanskih sultanata, te je pisao brojnim europskim monarsima moleći ih za podršku, tako je napisao i pismo britanskoj kraljici Viktoriji, koje je trebao osobno uručiti britanski konzul u Etiopiji, satnik Charles Duncan Cameron.
Kad je Cameron obavijestio svoje Ministarstvo vanjskih poslova o sadržaju pisma, oni su ga uputili da ga jednostavno pošalje uobičajenom poštom, a da umjesto za London proslijedi za Sudan i ispita na licu mjesta postoji li još trgovina robljem. Međutim, kad se vratio u Etiopiju, i iznio Tevodrosu da nije odnio pismo u London, ovaj se teško naljutio na njega, unatoč silnom uvjeravanju da će mu uskoro stići odgovor.
No njegovo pismo je jednostavno zapelo u Britanskom ministarstvu vanjskih poslova u Londonu, isprva je dugo bilo na čekanju, pa je potom poslano u Indiju (koja je u međuvremenu postala mjesto na kojem se odlučuje o Etiopiji) i tamo je jednostavno gurnuto u neku ladicu na čekanje.
Nakon što je dvije godine strpljivo čekao odgovor, koji nije stizao, Tevodros se toliko iznervirao da je zatočio konzula Camerona i sve zatečene britanske građane po Etiopiji, ali i brojne druge Europljane. Nadao se da će tako konačno privući Viktorijinu pozornost. Međutim svojim postupkom privukao je jedino pozornost novinara koji su ga stali ocrnjivati i prikazivati kao divljaka.

### Britanska vojna ekspedicija u Abesiniji 1868.
Britanci su potom poslali jednu diplomatsku misiju u Etiopiju koju je vodio Hormuzd Rassam britanski građanin ajsorskog podrijetla, on je konačno donio odgovor kraljice Viktorije, ali je Tevordos vidio da se njegovoj molbi nije udovoljilo, jer među članovima misije nije bilo stručnjaka i kvalificiranih radnika za koje je Tevodros molio kraljicu da mu kao pomoć pošalje. 
Duboko uvrijeđen britanskim postupkom, Tevodros je utamničio i ovu misiju. No ovaj posljednji čin kršenja diplomatskog imuniteta naveo je Britance da pošalju u Etiopiju jednu vojnu ekspediciju 1868. pod zapovjedništvom Roberta Napiera (budući feldmaršal i barun od Magdale) da se probije preko planinskih puteva (644 km) do Tevodrosove utvrde u Magdali i pokuša osloboditi zatočenike. Britanci su na svom tajnom putu iz crvenomorske Zeile do Etiopske visoravni imali brojne lokalne pomagače, koji su im služili kao vodiči i opskrbljivači. Između ostalog njihov pomagač bio je i Ivan Kasaj budući etiopski car Ivan IV. Etiopski.
Kad je britanska ekspedicija došla do Magdale 10. travnja 1868. tamo su ih dočekale jedinice vjerne caru Tevodrosu (navodno 9000 ljudi), Britanci su ih porazili, izgubivši pritom samo 2 svoja vojnika. Potom je poraženi Tevodros, kojeg su stali napuštati njegovi demoralizirani stažari i vojnici oslobodio svoje zatočenike, ali se odbio predati Britancima kao njihov zatočenik te je radije izvršio samoubojstvo 13. travnja 1868. Napierovi vojnici su pobili sve preostale ljude vjerne caru, zapalili njegovu utvrdu Magdalu, pokupivši sve vrijedno što se našlo (to se danas nalazi po britanskim zbirkama). 

## Nasljednici
Njegova udovica Tiruvork i sin Tevodros Alemajehu, uzeli su kao taoci s namjerom da ih se odvede u Englesku. Tiruvork je umrla na dugom putu do crvenomorske obale, maloljetni Alemajehu odveden je u Englesku gdje je kasnije umro 1879. u dobi od 18 godina.
Interesantno je spomenuti da je Tevordos silno želio pridobiti stručnjake iz Europe u svoje siromašno planinsko carstvo, tako je jednu od svojih kćeri oženio za švicarskog vojnog inženjera. Ta grana njegove obitelji se potom skrasila u Rusiji, njihov potomak je slavni britanski glumac Peter Ustinov, koji je na neki način Tevordosov praunuk.

## Vanjske poveznice
- Tewodros II at the Imperial Ethiopia Homepages (engl.)
- Ethiopian Treasures - Emperor Tewodros II  Arhivirana inačica izvorne stranice od 31. prosinca 2016. (Wayback Machine) (engl.)
- The Great Unifier: Emperor Tewodros II of Ethiopia (engl.)

| Prethodnik: | Etiopski car (1855. – 1868.) | Nasljednik:       |
| Ivan III.   | Etiopski car (1855. – 1868.) | Tekle Georgis II. |